# Modlany
Modlany (deutsch Modlan) ist eine Gemeinde im Ústecký kraj in Tschechien.

## Geographie

### Lage
Modlany liegt vier Kilometer östlich des Stadtzentrums von Teplice und gehört zum gleichnamigen Okres Teplice. Die Ortslage befindet sich am Modlanský potok im Nordböhmischen Becken. Der Ort wird von mehreren Restlöchern des Braunkohlenbergbaus umgeben, dazu gehören die Teiche Kateřina im Norden und Modlany am westlichen Ortsrand. Südwestlich erhebt sich der Doubravská hora (Schlossberg, 393 m) und im Südosten der Věšťanský vrch (Weschenberg, 323 m).
Nachbarorte sind Soběchleby im Norden, Chabařovice im Nordosten, Roudníky im Osten, Věšťany und Kvítkov im Süden, Drahkov im Südwesten, Staré Srbice und Trnovany im Westen sowie Nové Srbice und Nové Modlany im Nordwesten. Der nordöstliche Nachbarort Zalužany (Senseln) fiel dem Braunkohlentagebau zum Opfer.

### Gemeindegliederung
Die Gemeinde Modlany besteht aus den Ortsteilen Drahkov (Drakowa), Kvítkov (Kwitkau, früher Quikau), Modlany (Modlan), Suché (Suchey) und Věšťany (Weschen). Grundsiedlungseinheiten sind Drahkov, Kvítkov, Modlany, Suché, Věšťany und Žichlice (Schichlitz). Das Gemeindegebiet gliedert sich in die Katastralbezirke Kvítkov u Modlan, Modlany, Suché, Věšťany und Žichlice u Modlan.

## Geschichte
Erstmals urkundlich erwähnt wurde Modlany im Jahre 1328 als Besitz des Otto von Bergow auf der Geiersburg. Seit 1352 ist eine Pfarrkirche nachweisbar. Nachdem die Burg in der 1. Hälfte des 16. aufgegeben wurde, kam Modlany zur Gutsherrschaft Soběchleby. 1584 verkaufte Albrecht Kekulé Mariaschein einschließlich Soběchleby an Georg Popel von Lobkowicz. Dessen Besitz wurde nach der Schlacht am Weißen Berg konfisziert. 1665 erwarben die Jesuiten von Schönfeld das Gut Soběchleby mit allem Zubehör. 1692 wurde die Pfarre erneuert. Nach der Aufhebung des Jesuitenordens fiel deren Besitz 1773 an den Kaiser. 1779 kam Modlany im Zuge der Überlassung des Gutes Soběchleby durch Maria Theresia an die Kirche in Mariaschein. Die Kirche von Modlany wurde 1786 zur Filialkirche von Mariaschein, ihr waren die Dörfer Zalužany, Věšťany, Drahkov, Srbice, Kvítkov und Suché zugeordnet.
Im Jahre 1839 begann in Modlan der Abbau von Braunkohle. Nach der Aufhebung der Patrimonialherrschaften wurde Modlan/Modlany im Jahre 1850 eine selbstständige Gemeinde im Gerichtsbezirk Karbitz bzw. im Bezirk Außig. Durch den zunehmenden Bergbau wuchs die Einwohnerzahl im letzten Viertel des 19. Jahrhunderts stark an. Nach dem Münchner Abkommen erfolgte 1938 die Angliederung an das Deutsche Reich und Teile der tschechischen Bevölkerung wurden ins Landesinnere vertrieben. 1939 lebten in der Gemeinde im Landkreis Aussig 807 Menschen. Nach dem Zweiten Weltkrieg wurde 1946 die deutsche Bevölkerung vertrieben und Tschechen angesiedelt. Seit 1950 gehört Modlany zum Okres Teplice. 1960 erfolgte die Eingemeindung von Věšťany und Suché einschließlich dessen Ortsteilen Drahkov, Kvítkov und Žichlice.
Mit dem Aufschluss des Großtagebaus Chabařovice stagnierte seit 1978 die Entwicklung des Dorfes. Bauinvestitionen fanden keine statt, da der Ort im vorgesehenen Abbaufeld lag, das Modlany zwischen 2000 und 2005 erreichen sollte. Zwischen 1988 und 1989 erfolgte die Räumung des Dorfes Žichlice, das einer Abraumkippe für den Tagebau Milada weichen musste. Nach der Samtenen Revolution erfolgte 1997 die Einstellung des Braunkohlenbergbaus von Chabařovice. Der Tagebau Milada, der bis an den Ortsrand von Roudníky vorgedrungen war, wurde eingestellt. Nach Beendigung der Rekultivierungsarbeiten soll dort der Chabařovický jezero (Chabařovicer See) entstehen.

## Entwicklung der Einwohnerzahl
| Jahr | Einwohnerzahl |
| ---- | ------------- |
| 1869 | 617           |
| 1880 | 1363          |
| 1890 | 1593          |
| 1900 | 1901          |
| 1910 | 2071          |

| Jahr   | Einwohnerzahl |
| ------ | ------------- |
| 1921   | 1081          |
| 1930   | 997           |
| 1950   | 471           |
| 1961 1 | 1220          |
| 1970 1 | 970           |

| Jahr   | Einwohnerzahl |
| ------ | ------------- |
| 1980 1 | 816           |
| 1991 1 | 643           |
| 2001 1 | 720           |
| 2011 1 | 919           |

## Sehenswürdigkeiten
- Kirche St. Appollinarius, seit 1352 nachweislich, die heutige Gestalt erhielt sie beim Umbau von 1850
- Statue des Hl. Antonius
- Statue des Hl. Johannes von Nepomuk
- Kirche in Věšťany